# Dinwiddie
Dinwiddie es un lugar designado por el censo ubicado en el condado de Dinwiddie en el estado estadounidense de Virginia. En el Censo de 2020 tenía una población de 619 habitantes y una densidad poblacional de 47,04 habitantes por km².
Es la sede del condado y fue incluido como CDP en el censo de 2020.

## Geografía
Dinwiddie se encuentra ubicado en las coordenadas 37°04′41″N 77°35′12″O / 37.07806, -77.58667.  Según la Oficina del Censo de los Estados Unidos,  tiene una superficie total de 13,16 km², todos correspondientes a tierra firme.